# Saint-Martin-de-Fugères
Saint-Martin-de-Fugères é uma comuna francesa na região administrativa de Auvérnia-Ródano-Alpes, no departamento de Alto Loire. Estende-se por uma área de 20,46 km². Em 2010 a comuna tinha 231 habitantes (densidade: 11,3 hab./km²).